# Митовска
Митовска (болг. Митовска) — село в Болгарии. Находится в Смолянской области, входит в общину Мадан. Население составляет 128 человек.

## Политическая ситуация
Митовска подчиняется непосредственно общине и не имеет своего кмета.
Кмет (мэр) общины Мадан — Атанас Александров Иванов (Болгарская социалистическая партия (БСП)) по результатам выборов в правление общины.